# The Forgotten (telessérie)
The Forgotten (no Brasil, Os Esquecidos) é uma série de televisão americana criada por Mark Friedman, que estreou em 22 de setembro de 2009 no canal ABC. Em 9 de novembro de 2009, a emissora encomendou cinco episódios adicionais da série, trazendo um total de dezessete episódios da primeira temporada. No dia 3 de julho de 2010 foi exibido o episódio final da série nos Estados Unidos.

## Elenco
- Christian Slater - Alex Donovan
- Heather Stephens - Lindsey Drake
- Michelle Borth - Candace Butler
- Anthony Carrigan - Tyler Davies
- Bob Stephenson - Walter Bailey
- Rochelle Aytes - Grace Russell
- Elisha Cuthbert - Maxine Denver (episódios 12–17)